# San Gabriel
San Gabriel é uma cidade da Guatemala do departamento de Suchitepéquez.